# Querelle du Grand Architecte de l'Univers
La Querelle du Grand Architecte de l'Univers est en franc-maçonnerie, et plus particulièrement dans la franc-maçonnerie francophone,  l’événement qui marque un tournant dans l'évolution des pratiques maçonniques. Elle fut à l'origine de l'un des principaux schismes maçonniques de l'histoire et reste, aujourd'hui encore, au centre des débats qui tentent de caractériser la franc-maçonnerie dite « libérale » ou « adogmatique ».
Elle fut également pendant tout le XXe siècle, avec les questions de mixité, de l'engagement politique et de la ségrégation raciale, l'un des principaux constituants des querelles internationales de régularité maçonnique.

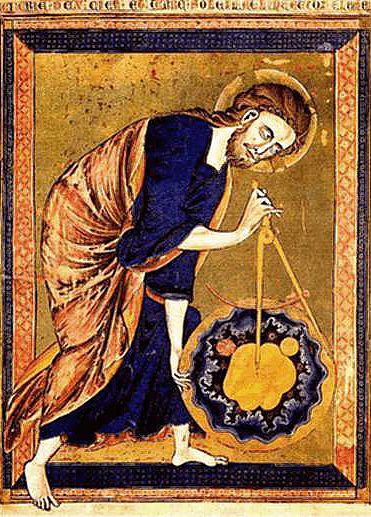
Dieu, Grand Architecte de l'Univers,
dans une enluminure médiévale (c. 1250).

## La croyance en Dieu aux débuts de la franc-maçonnerie
Au XVIIe siècle et au début du XVIIIe siècle, les premiers francs-maçons étaient tous soit catholiques, soit protestants. Les plus anciens manuscrits maçonniques connus, même dans les loges d'inspiration calviniste, n'utilisent cependant jamais l'expression précise « Grand Architecte de l'Univers ». C'est le cas par exemple du manuscrit Dumfries (c. 1710), qui, bien qu'il emploie à un moment donné l'expression proche « « ye great architector of heaven & earth », fait surtout référence à de nombreuses reprises à « Dieu », « notre Seigneur Jésus-Christ » et mentionne même que l'apprenti franc-maçon « doit être fidèle à Dieu et à la sainte Église catholique » (« He must be true to god and the holy catholick church »).
C'est semble-t-il en 1723 dans les Constitutions of the free-masons, dites Constitutions d'Anderson, que paraissent pour la première fois dans le contexte maçonnique les termes exacts « Great Architect of the Universe ».

On lit plus tard, dans la divulgation Three Distinct Knocks publiée à Dublin et à Londres en avril 1760, une autre expression proche de celle de « Grand Architecte de l'Univers ». Il s'agit d'une prière à « notre Seigneur Jésus-Christ » qui commence en ces termes : 

« Ô Seigneur Dieu, Grand et Universel Maçon du monde, et Premier Constructeur de l'homme comme s'il était un temple [...] »

Les métaphores de ce genre ne sont pas spécifiques aux textes maçonniques puisqu'on en trouve de similaires dans ceux d'autres organisations fraternelles britanniques de la même époque, par exemple l'expression « Grand Jardinier de l'Univers » dans des rituels de francs-jardiniers.

## La franc-maçonnerie française dans les années1860et1870
À partir de 1860, le Second Empire se libéralise. Napoléon III a perdu une grande partie du soutien des catholiques car il aide le roi de Piémont-Sardaigne, Victor-Emmanuel II à réaliser l’unité italienne, ce qui va à l’encontre des intérêts de la papauté.
Dans ce contexte plus libéral, la franc-maçonnerie française se développe, bien qu’elle soit divisée en deux obédiences (le Grand Orient de France et le Rite écossais) traversées par trois courants informels (conservateurs souhaitant rassembler des membres de toutes les religions établies, déistes rousseauistes et républicains positivistes). À l’initiative des courants réformateurs, de nombreuses loges appuient l’idée d’un enseignement laïque, gratuit et obligatoire, ce qui, joint à la présence de nombreux francs-maçons, dont Garibaldi, parmi les partisans de l’unité italienne, aggrave les tensions avec l’Église catholique romaine.
L’année 1870 voit la chute du Second Empire, l’instauration en France de la Troisième République avec un gouvernement provisoire dont sept des douze membres sont francs-maçons, et l’annexion de Rome au royaume d’Italie. Les condamnations catholiques contre la franc-maçonnerie se renforcent et, du côté de la franc-maçonnerie, les républicains devenus très majoritaires se radicalisent dans leur anticléricalisme.

## Les décisions du Grand Orient de Belgique en1872
Dans les années 1830, l'épiscopat catholique s'investit fortement dans la vie politique. En 1837, les autorités catholiques de Belgique font rappeler dans toutes les églises du pays l'interdiction papale de l'adhésion à la franc-maçonnerie, restée largement ignorée jusque-là. Cette nouvelle condamnation a pour effet de diminuer considérablement le nombre de catholiques et de conservateurs dans les loges et, à l'inverse, d'y augmenter l'arrivée des anticléricaux puis des membres du parti libéral. Dans ce contexte d'opposition virulente entre le parti catholique et le parti libéral, le rationalisme, le déisme et l'athéisme gagnent alors du terrain au sein de la franc-maçonnerie belge, aboutissant en 1872 à la suppression de l'invocation au Grand Architecte de l'Univers de tous les rituels et documents du Grand Orient de Belgique.

## Le Convent de Lausanne en1875
Le 6 septembre 1875 s'ouvrit à Lausanne un « Convent universel » réunissant les représentants de onze « Suprêmes Conseils » du Rite écossais ancien et accepté. Parmi les travaux à l'ordre du jour figurait la rédaction d'une « déclaration de principes » qui fut par la suite à l'origine de nombreuses controverses, et qui commençait par ces mots :

« La Franc-maçonnerie proclame, comme elle a toujours proclamé, l'existence d'un Principe Créateur, sous le nom de Grand Architecte de l'Univers. »

Cette formulation conservait la formule traditionnelle « Grand Architecte de l'Univers » sans plus la rattacher obligatoirement à une foi en un Dieu personnel et transcendant. Elle ouvrait ainsi très clairement les portes de la franc-maçonnerie aux déistes, ce qui correspondait aux évolutions survenues dans les franc-maçonneries  belge, française et italienne.
Bien que les documents du Convent de Lausanne aient été paraphés par les délégués de six Suprêmes Conseils qui, par trois délégations de pouvoir, en représentaient neuf, ces accords furent rompus dans les mois qui suivirent, en partie pour des motifs relatifs à des conflits territoriaux entre les signataires, mais en partie aussi parce que les Écossais, les Anglais et les Américains refusaient catégoriquement une telle évolution.

## Les décisions du Grand Orient de France en1877
Bien que formé en 1773, le Grand Orient de France ne compléta ses règlements généraux par une constitution qu'en 1849. Celle-ci commençait par la phrase suivante :

« La Franc-Maçonnerie, institution essentiellement philanthropique, philosophique et progressive, a pour base l'existence de Dieu et l'immortalité de l'âme. »

Une définition aussi positive et presque juridique, ne faisant pas référence aux « anciens usages » jamais précisément définis, était alors une nouveauté en franc-maçonnerie.
Dès 1867, un débat eut lieu au Grand Orient de France au sujet de la référence à l'existence de Dieu. Le statu quo fut cependant maintenu.
En juillet 1875, Émile Littré et Jules Ferry furent initiés dans la loge La Clémente Amitié. Ce fut un événement maçonnique et mondain considérable, témoignant de l'engagement de la franc-maçonnerie française aux côtés de la Troisième République. C'est dans ce contexte que le pasteur et député républicain Frédéric Desmons présenta en septembre 1877 au Convent du Grand Orient un rapport dont la discussion déboucha sur un vote modifiant à une très large majorité l'article premier de sa constitution de la manière suivante :

« La Franc-Maçonnerie, institution essentiellement philanthropique, philosophique et progressive, a pour objet la recherche de la vérité, l'étude de la morale universelle, des sciences et des arts et l'exercice de la bienfaisance. Elle a pour principes la liberté absolue de conscience et la solidarité humaine. Elle n'exclut personne pour ses croyances. Elle a pour devise : Liberté, Égalité, Fraternité. »

Le Grand Orient avait ainsi supprimé l'obligation de croire en Dieu, mais le concept de Grand Architecte de l'Univers, relevant de la libre interprétation de chacun, n'était pas directement touché par la modification.

## Landmarksdes Grandes Loges américaines
Dans les questions de régularité maçonnique, les Grandes Loges américaines se réfèrent principalement au concept de landmark. Celui-ci remonte aux Constitutions de la Grande Loge de Londres, publiées en 1723 :

« Chaque Grande Loge annuelle détient le pouvoir et l'autorité de créer de nouvelles règles ou de les modifier, pour le bien de l'ancienne fraternité, à condition de toujours préserver soigneusement les anciens Land-Marks. »

Toutefois, ces landmarks ne furent jamais définis à l'époque de quelque manière que ce soit. 
La première tentative de le faire fut celle du Docteur Albert Mackey, aux États-Unis, en 1856. Il proclama en avoir identifié 25. D'autres auteurs, en reprenant ses travaux et en conservant les mêmes principes, en publièrent des listes différentes. Toutes exigent des francs-maçons qu'ils croient en Dieu et s'abstiennent de traiter explicitement la question du déisme. La plupart excluent explicitement l'admission des polythéistes.
Dans le contexte de la franc-maçonnerie américaine, les mots « Great Architect of the Universe » désignent clairement le Dieu des religions monothéistes, considéré comme le seul et unique Dieu, auxquelles ces différentes religions se référeraient en lui donnant des noms différents.

## Évolution de la position de la Grande Loge unie d'Angleterre
Après les décisions prises par le Grand Orient de Belgique, le Grand Orient de France, le Grand Orient d'Italie et la Grande Loge de Hongrie, la Grande Loge unie d'Angleterre adopta au mois de mars 1878 la résolution suivante :

« La Grande Loge unie d'Angleterre, toujours désireuse de recevoir dans l'esprit le plus fraternel les Frères appartenant à toute Grande Loge étrangère dont les travaux sont effectués selon les anciens landmarks de l'Ordre, dont le premier et le plus important est la croyance au Grand Architecte de l'Univers, ne peut reconnaître comme « vrais et véritables » Frères ceux qui auront été initiés dans des Loges qui nient ou ignorent cette croyance. »

En 1929, elle publia ses huit Principes de base pour la reconnaissance par elle d'une grande loge étrangère. Le deuxième principe précise :

« Que la croyance dans le Grand Architecte de L'Univers et en Sa volonté révélée soit une condition essentielle de l'admission des membres. »

En 1989, elle publia une nouvelle version de ces mêmes principes, contenant une évolution qui ne fut toutefois pas officialisée :

« Pour être reconnue par la Grande Loge unie d'Angleterre, une Grande Loge doit respecter les normes suivantes :

[...]

- Les Francs-Maçons placés sous sa juridiction doivent croire en un Être suprême.

[...]

Grandes Loges irrégulières ou non reconnues :

Il existe quelques soi-disant obédiences maçonniques qui ne respectent pas ces normes, par exemple qui n'exigent pas de leurs membres la croyance en un Être suprême, ou qui encouragent leurs membres à participer en tant que tels aux affaires politiques.

Ces obédiences ne sont pas reconnues par la Grande Loge Unie d'Angleterre comme étant maçonniquement régulières, et tout contact maçonnique avec elles est interdit. »

Ce renoncement discret à l'exigence d'une croyance en la « volonté révélée » du Grand Architecte de l'Univers permettait d'expliquer sa reconnaissance, désormais passée dans les faits, de Grandes Loges qui acceptent des déistes parmi leurs membres.

## Sources
- Alain Bernheim, Le Guide de l'apprenti, Pietre-Stones, 2008 (lire en ligne).
- André Combes, Les Trois Siècles de la franc-maçonnerie française, Edimaf, 1989.
- Roger Dachez, Histoire de la franc-maçonnerie française, Paris, PUF, coll. « Que sais-je ? », 2003, 127 p. (ISBN 2-13-055807-0).
- (en) Victoria Solt Dennis, Discovering Friendly and Fraternal Societies, Shire Publications, 2005 (ISBN 0-7478-0628-4)
- Daniel Ligou et al., Histoire des francs-maçons en France, vol. 2, Privat, 2000 (ISBN 2-7089-6839-4).